# Sawińce (obwód winnicki)
Sawińce (ukr. Sawynci) – wieś na Ukrainie, w rejonie trościanieckim obwodu winnickiego, na wschodnim Podolu.
W czasach I Rzeczypospolitej wieś leżała w województwie bracławskim w prowincji małopolskiej Korony Królestwa Polskiego. W 1789 była prywatną wsią należącą do Potockich. Odpadła od Polski w wyniku II rozbioru. Pod zaborami należała do Brzozowskich.
Były miejscowością gminną powiatu bracławskiego. Gmina obejmowała 8 starostw (Sawińce, Aleksandrówka, Demkowce, Kapuściany, Kitajgród, Kozińce, Kunicze, Letkówka)